# Resolutie 364 Veiligheidsraad Verenigde Naties
Resolutie 364 van de Veiligheidsraad van de Verenigde Naties werd bijna unaniem aangenomen. Dat gebeurde op de 1810ste
vergadering van de Raad op 13 december 1974. China onthield zich van stemming.

## Achtergrond
Al meer dan tien jaar was de VN-vredesmacht UNFICYP aanwezig op Cyprus nadat er geweld was uitgebroken tussen de Griekse- en de Turkse bevolkingsgroep op het eiland. Eind 1974 ontstonden er opnieuw grote onlusten toen Griekenland er een staatsgreep probeerde te plegen waarna Turkije Cyprus binnenviel en het noordelijke deel van het eiland bezette. Zij besloten in dat deel een aparte staat te stichten, de Turkse Republiek Noord-Cyprus.

## Inhoud
De Veiligheidsraad:
- Merkt op dat de Secretaris-Generaal in zijn rapport (S/11568) een vredesmacht nog steeds noodzakelijk vindt;
- Merkt, in de rapporten, de situatie op het eiland op;
- Merkt op dat in paragraaf 81 van het rapport van de Secretaris Generaal, hij opmerkt dat de betrokken regeringen instemmen met een verlenging van het mandaat van de vredesmacht met zes maanden;
- Merkt op dat de regering van Cyprus de VN-vredesmacht noodzakelijk vindt;
- Merkt een brief van de Secretaris Generaal (S/11557), en resolutie 3212 van de Algemene Vergadering op;
- Merkt verder op dat resolutie 3212 van de Algemene Vergadering ingaat op een vreedzame oplossing van het probleem;

1. Bevestigt de resoluties 186, 187, 192, 194, 198, 201, 206, 207, 219, 220, 222, 231, 244, 247, 254, 261, 276, 274, 281, 291, 293, 305, 315, 324, 334, 343 en 349 en bevestigt de consensus uitgedrukt door de president van de 1143ste en 1383ste vergadering;
2. Bevestigt de resoluties 353, 354, 355, 357, 358, 359, 360 en 361;
3. Roept betrokken partijen op terughoudend te handelen, naar de resoluties van de VN-veiligheidsraad.
4. Verlengt de aanwezigheid van VN-vredestroepen in Cyprus, resolutie 186 (1964), met zes maanden, eindigend op 15 juni 1975;
5. Verzoekt alle betrokken partijen om hun volledige medewerking te verlenen aan de VN-vredesmacht in Cyprus.

## Verwante resoluties
- Resolutie 360 Veiligheidsraad Verenigde Naties
- Resolutie 361 Veiligheidsraad Verenigde Naties
- Resolutie 365 Veiligheidsraad Verenigde Naties
- Resolutie 367 Veiligheidsraad Verenigde Naties

Lijst ·  345 ·  346 ·  347 ·  348 ·  349 ·  350 ·  351 ·  352 ·  353 ·  354 ·  355 ·  356 ·  357 ·  358 ·  359 ·  360 ·  361 ·  362 ·  363 ·  364 ·  365 ·  366